# Кузьмін Петро Васильович
Петро Васильович Кузьмін (1900, місто Уфа, тепер Республіка Башкортостан, Російська Федерація — ?) — радянський державний діяч, заступник народного комісара важкої промисловості СРСР. Депутат Верховної ради РРФСР 1-го скликання.

## Біографія
Народився в родині робітника. Два роки навчався в початковій школі. З 1911 року — учень столяра на Благовіщенському заводі Уфимської губернії. З 1915 року працював столяром у приватних майстернях, на першій оздоблювальній фабриці, на фабриках Зіміна та Зубеніна.
З січня 1919 року — в Червоній армії, учасник громадянської війни в Росії. Брав участь у боях під Уфою, в квітні 1919 року потрапив до полону. Три місяці перебував в Уфимській в'язниці, був транспортований до Челябінська, звідки втік. Знову служив у Червоній армії.
Член РКП(б) з листопада 1919 року.
У 1919—1929 роках — у Червоній армії: червоноармієць, політрук роти, комісар полку РСЧА.
У 1929—1934 роках — студент Московського інституту кольорових металів.
Після закінчення інституту працював інженером на виробництві.
У 1935—1937 роках — помічник завідувача промислового відділу ЦК ВКП(б).
У 1937 — після 1938 року — заступник народного комісара важкої промисловості СРСР.
З 1941 по 1945 рік — у Червоній армії, учасник німецько-радянської війни. Служив на політичній роботі у Військовій раді 40-ї армії 2-го Українського фронту. З лютого по липень 1945 року — член Військової ради 2-ї ударної армії.
Подальша доля невідома.

## Звання
- полковник

## Нагороди
- два ордени Червоного Прапора
- орден Вітчизняної війни І ст. (1945)
- орден Богдана Хмельницького ІІ ст. (17.05.1944)
- медалі